# خلق‌آباد (ولایت نمنگان)
خلق‌آباد (به ازبکی: Xalqobod) یک منطقهٔ مسکونی در ازبکستان است که در ناحیه پپ واقع شده‌است. خلق‌آباد ۶٬۴۲۹ نفر جمعیت دارد.